# 邱宇辰
邱翊橙（Chris Chiu，1990年10月10日—），藝名邱宇辰，前藝名毛弟，臺灣演員、歌手、主持人，前台灣男子團體Choc7和JPM成員之一，為《模范棒棒堂》初代成員。哥哥為藝人邱勝翊。

## 早年
邱翊橙出生於臺中市，就讀臺中市立立人國民小學、臺中市立立人國民中學、新民高中、莊敬高職表演藝術科、畢業於南強工商表演藝術科，後續進入東南科技大學就讀。

## 娛樂事業
2006年8月14日參與的第一個節目《模范棒棒堂》正式播出。
2008年8月13日通過《模范棒棒堂》二軍選戰入選成為超克7成員之一，並加盟唱片公司華納唱片 (台灣)。
2010年3月1日加盟傳奇星娛樂，和哥哥王子同屬同一間公司。
2011年1月11日與廖允杰、王子邱勝翊組成JPM。
2014年11月27日、12月2日，《三立都會台》《完全娛樂》《MC40、毛弟》代班主持
2015年2月12日，JPM宣布單飛不解散，同時毛弟也在2015年跟傳奇星娛樂合約期滿，代表不再跟傳奇星娛樂續約。3月加入新公司華研國際音樂。
2016年8月21日，JPM 3人在MTV最強音演唱會上做單飛後第一次公開合體表演。
2017年4月10日，成為《娛樂百分百》正式主持。7月31日，公布自己換了新藝名「邱宇辰」英文名「Chris」，以及加入新公司百鴻揚娛樂。
2018年8月17日 鬥魚上映 飾演豹哥。10月9日 宇辰同行 生日音樂會。
2019年10月6日 宇辰同行 生日音樂會。
2020年3月24日 為了專心在音樂工作上宣布退出主持3年的娛樂百分百。9月份加入《全明星運動會》第一季，為藍隊隊員，表現良好，陸續拿下兩座MVP，也在小巨蛋拿下了最佳鏡頭獎和總冠軍
2022年4月17日 - 7月17日，《全明星觀察中》(第二季實境節目成員)
7月12日，《三立都會台》《完全娛樂》 代班主持 (Special MC)
2024年10月4日 FLY TO SKY宇宙星辰 生日音樂會
2024年11月16～17日 FLY TO SKY宇宙星辰 生日音樂會 上海站

## 主持
- Channel V
  - 第一屆及第三屆《模范棒棒堂》（底迪）
  - 《我愛黑澀棒棒堂》（底迪）
  - 第二屆《模范棒棒堂》（助教）
  - 《我愛黑澀會》（助教）
  - 《VJ普普風》
  - 《流行 in house》
  - 《無敵青春克》（外景主持）
  - 《哪裡5打抗》
  - 《星空8爪娛 棒棒一志棒》
- 超視
  - 《我愛男子漢》（主持人）
- 八大綜合台
  - 《娛樂百分百》（外景主持人）
  - 《娛樂百分百》（代班主持人）
  - 《娛樂百分百》（主持人）到20200324結束主持
- 台視主頻+三立電視
  - 《全明星運動會》(第一季賽事參與人+藍隊固定班底)20200917--20210117
- 台視主頻+MyVideo
  - 《全明星觀察中》(第二季實境節目成員)20220417--20220717
- 霹靂台灣台
  - 《音樂主理人》2023-

## 音樂作品

### 個人歌曲
| 發行日期       | 歌曲名稱                | 收錄專輯     |
| -------------- | ----------------------- | ------------ |
| 2011年8月26日  | 《喜歡你好久》          | 《月球漫步》 |
| 2012年11月30日 | 《Crazy For Love》      | 《365》      |
| 2024年3月4日   | 《UNKNOWN》feat.金在勳  |              |
| 2024年3月13日  | 《你有多傻》feat.黃宏軒 |              |
| 2025年1月21日  | 《CANDY》feat.邱勝翊    |              |

### 其他歌曲
| 日期   | 收錄唱片                      | 歌名   | 曲別 | 備註         |
| 2016年 | 《High 5 制霸青春》電視原聲帶 | 帥過頭 | 插曲 | 與邱勝翊合唱 |

### MV
| 首播時間     | 歌手     | MV名稱       | 首播頻道          | 參與成員             |
| ------------ | -------- | ------------ | ----------------- | -------------------- |
| 2010年7月8日 | 小、王子 | 《舞可取代》 | Channel V（台灣） | 小杰、王子、傳奇星藝人 |

## 影視作品

### 戲劇
| 首播日期       | 首播頻道                                  | 劇名            | 角色       | 性質       | 合演                                                                             |
| -------------- | ----------------------------------------- | --------------- | ---------- | ---------- | -------------------------------------------------------------------------------- |
| 2010年10月9日  | 公視主頻                                  | 死神少女        | 阿龐       | 配角       | 王子、炎亞綸、敖犬、阿本、房思瑜                                                 |
| 2012年1月29日  | 華視                                      | 粉愛粉愛你      | 毛弟       | 第二男主角 | 周湯豪、林逸欣、藍正龍                                                           |
| 2014年8月10日  | 公視主頻                                  | 摩鐵路之城      | 吳季倫     | 第一男主角 | 房思瑜                                                                           |
| 2016年10月15日 | 八大綜合台、愛奇藝台灣站                  | High 5 制霸青春 | 周佳峰     | 主要角色   | 宏正、晨翔、龍劭華、李李仁、程予希、宇宙                                         |
| 2019年1月6日   | 台視主頻、三立都會台、Vidol、愛奇藝台灣站 | 你有念大學嗎？  | 梁子傑     | 第二男主角 | 安心亞、禾浩辰、邵翔、吳品潔                                                     |
| 2019年3月1日   | 台視主頻、八大戲劇台                      | 我是顧家男      | 徐克       | 主要角色   | 楊謹華、檢場、葛蕾、陳敬宣、謝佳見、吳珝陽                                       |
| 2019年7月9日   | 八大綜合台                                | 一起幹大事      | 林偉       | 第一男主角 | 李㼈、苗可麗、王滿嬌、楊騰、賴雅琪、許巧薇、李相林、邱九儒                       |
| 2022年2月28日  | 衛視中文台                                | 我和我的鋼四壁  | 胡里安     | 主要角色   | 、宋偉恩、管麟                                                                   |
| 2024年         | 公視台語台、華視                          | 我的意外室友    | 阿偉／添兆 | 配角       | 楊麗音、姚淳耀、嚴正嵐、李玉璽、馬力歐、百白、李冠毅、蔡昌憲、張寗、楊烈、陳孝萱 |
| 2024年2月24日  | 優酷                                      | 關於未知的我們  | 魏謙       | 第一男主角 | 黃宏軒、楊子儀、張楷奕、梁正群、金在勲、林昀希、朱宥丞                           |
| 2025年         | 大愛電視                                  | 我們六個        | 林作逸     | 男配角     | 安乙蕎、林雨葶、陳妤、方語昕、馬志翔、天心、黃薇渟                               |
| 待播           |                                           | 萬古最強宗      | 林擒羽     | 男配角     | 彭昱暢                                                                           |

### 電影
| 上映日期      | 電影名稱       | 角色           | 合演                                       | 性質     | 導演                 |
| ------------- | -------------- | -------------- | ------------------------------------------ | -------- | -------------------- |
| 2008年6月6日  | 九降風         | 謝志昇         | 鳳小岳、張捷、初家晴                       | 主演     | 林書宇               |
| 2009年3月6日  | 愛到底         | 第三號瀏海男孩 | 王子、周采詩、阿本、小馬、小祿、李銓、鮪魚 | 主角之一 | 黃子佼               |
| 2010年7月2日  | 嘻遊記         | 沙地鼠         | 王子、謝娜、黃奕                           | 主演     | 鍾少雄               |
| 2016年9月23日 | 我的蛋男情人   | 小開壞蛋       | 林依晨、鳳小岳                             | 客串     | 傅天余               |
| 2018年2月2日  | 畢業旅行笑翻天 | 旅遊團員       | 王子、歐陽妮妮、布魯斯、徐嬌               | 客串     | 張毅、高志森、胡聖亞 |
| 2018年8月17日 | 鬥魚           | 豹哥           | 林柏叡、吳岳擎、林輝瑝、王淨、虹茜         | 主角之一 | 柯宜勤               |

### 真人
- 2015年 中國大陸愛奇藝《奔跑卡路里第二季》

## 入圍、獲獎
- 2008年入圍台北電影節十大明日之星

## 大型演出
- 2008年10月31日 - 第四十三屆電視金鐘獎頒獎典禮 表演嘉賓

## 外部連結
- Chris邱宇辰的新浪微博
- 邱宇辰 Chris的Facebook專頁
- chrischiu1010的Instagram帳戶